# Пфанмёллер, Штефан
Штефан Пфанмёллер (родился 4 декабря 1980 года в городе Халле-ан-дер-Заале) — германский спортсмен, слалом-каноист. Принимал участие в соревнованиях по гребному слалому с конца 1990-х до конца 2000-х годов.

## Спортивные достижения
Штефан Пфанмёллер — участник двух летних Олимпийских игр. На Олимпиаде в Афинах в 2004 году завоевал бронзовую медаль в дисциплине С-1. 
Пфанмёллер также завоевал пять медалей на чемпионатах мира по гребному слалому, организованных Международной федерацией каноэ, включая золотую медаль (дисциплина С-1 команда: 2006), три серебряных медалей (К-1 команда: 1999, 2002, 2005) и бронзовую медаль (К-1: 2003).
На чемпионате мира 2002 года был первым в дисциплине С-1. На чемпионате Европы выиграл в общей сложности шесть медалей (2 золотых и 4 серебряных).